# لويز كير هاينز
لويز كير هاينز (بالإنجليزية: Louise Kerr Hines)‏ هي أمينة مكتبة أمريكية، ولدت في 15 مارس 1916، وتوفيت في 9 أبريل 2007.